# El Kaso Urkijo
El Kaso Urkijo es un grupo de grindcore, de Viladecans, Barcelona. Formados en 1987 por Popeye Warheads y Byron fue el primer grupo español que consiguió editar un disco de grindcore en el año 1991. Después de más de una década desde su disolución, la banda ha vuelto a reunirse, con cambios en la formación. El Kaso Urkijo publicó en 2009 su cedé de regreso, titulado La bañera fue su nicho. Su música se mueve sin duda en la búsqueda de la esencia que dio nombre a este estilo de música, el grindcore más puro y radical, sin contemplaciones ni adornos extraños, han sido referente de muchos grupos tanto dentro como fuera de España, con un sonido propio muy particular.

## Formación

### Actual (2022)
- Popeye warheads -Batería[2]
- Israeleitor - Bajo
- Mon Carbonizado - Guitarra
- Sacamantecas - vocal

### Anterior formación
- Batería - Jordi García, Popeye War Heads
- Guitarra - Darkness (sustituyó a Byron tras la grabación de "Soundless Destruction")
- Guitarra - Byron
- Burgos - Vocal
- Bajo - Juan Herrera Obeja[3]
- Guitarra - Mon Carbonizado

### Otros miembros
- Vocal - Robert Beltrán
- Guitarra - Byron
- Vocal - Baisik Caverman
- Guitarra - Hueso
- Vocal - Higiene
- Vocal - Aliento Putrefacto
- Vocal- Adams

## Discografía
- Padre del año... Violador!. Maqueta, 1987.
- Libertat para Rafa Skobedo. Maqueta,1987.
- Konstruyendo la destrucción. Maqueta,1988.
- Industrial Destruction. Maqueta,1990.
- Irremediable Destruction. Maqueta en directo, 1990.
- From Dark Dimension of Destruction. LP, Requiem Records, 1991.
- Soundless Destruction. Maqueta, Anaconda Records, 1991.
- Artificial Naturality. Maqueta, Urkijo Records, 1994.
- La España negra de los krimenes rurales. CD, Karatula Records, 1995.
- Split Demo '95. Maqueta, Cadaverizer Records, 1995.
- La bañera fue su nicho. CD, cooperativa del ruido records, 2009.
- Psicofonías desde el depósito.CD, cooperativa del ruido records, 2011.
- Pozoblanco Cadaveres. CD Spain death metal records, 2014.
- Patologikal Death concert. Casete, Newborn porn prodz, 2017.
- "Se Rico o Muere" LP, CD. Base Record 2019.
- "Quinquis de los 80" EP, CD single. Cooperativa del ruido, Destrucciones Sonoras 2020
- "Chatarrero Sessions" LP. Cooperativa del Ruido, Destrucciones Sonoras 2022
- "Rodeados de M" .Lp,Cd Cooperativa del Ruido 2025

Recopilatorios
- Smash hits from hell - LP -Momentos Trashicos - Semaphore, 1992.
- Spanish Anal-Noise, Reza, Sufre, Muere!, N... - Maqueta - Kolectivo T.D.T.,1993.
- Out Of Tune, Vacaciones En Puerto Hurraco - Maqueta -Olo Producciones, 1995.
- Radiocaset: Spain's Early Noisegrind History (1990-1995) - (File, MP3, 192) - R.O.N.F. Records, 2007
- 6 way split CD -cooperativa del ruido records - infección underground produccions ,2011
- El Kaso Urkijo + Rotten Bitch - split CD 2011
- VVAA Quijotizmo Tributo a Brujería - Mutante records,Infeccio Underground Produccions , 2012
- Exhumed Movies "Desenterrando pelis de culto" , 2013
- Lasarte Festival ,recopilación CD,2014

▪ El Kaso Urkijo / Mixomatosis "Live Grindcore" split tape 2018